# Leopold Wilhelmi
Leopold Wilhelmi (* 15. Juni 1853 in Xanten; † 16. Januar 1904 in Blankenburg/Harz) war ein deutscher Verwaltungsjurist und Statistiker.

## Leben
Wilhelmi studierte die Rechte und Volkswirtschaft, stand im Justizdienst, wurde 1883 zweiter Direktor der Kaiser-Wilhelms-Spende, trat 1886 in das Reichsamt des Innern über, wurde 1892 vortragender Rat und 1895 Geheimer Oberregierungsrat. In diesen Stellungen mit der Bearbeitung sozial- und gewerbepolitischer Angelegenheiten betraut, war er Sachreferent des Reichsamts des Innern für die Kommission für Arbeiterstatistik seit deren Begründung und setzte diese Tätigkeit fort, als er 1901 v. Scheel als Präsident des kaiserlichen Statistischen Amtes folgte, dem die Abteilung für Arbeiterstatistik angegliedert wurde.

## Werk
Er gab die 13.–15. Auflage von Bergers »Reichsgewerbeordnung« (Berl. 1895–99), mit Fürst einen Kommentar zum Gewerbegerichtsgesetz vom 29. Juli 1890 (das. 1891), dasselbe in zweiter Auflage, in der Fassung vom 29. Sept. 1901, mit Bewer (das. 1903), allein einen Kommentar zum Handwerkergesetz vom 26. Juli 1897 (das. 1902) heraus und begründete das seit 1903 erscheinende »Reichsarbeitsblatt«.